# كامي كرايغ
كامي كرايغ (بالإنجليزية: Kami Craig)‏ هي لاعبة كرة الماء أمريكية، ولدت في 21 يوليو 1987 في سان لويس أوبيسبو في الولايات المتحدة.

## وصلات خارجية
- كامي كرايغ على موقع الاتحاد الدولي للسباحة (الإنجليزية)
- كامي كرايغ على موقع اللجنة الأولمبية الدولية (الإنجليزية)
- كامي كرايغ على موقع أوليمبيديا (الإنجليزية)
- كامي كرايغ على موقع اللجنة الأولمبية والبارالمبية الأمريكية (الإنجليزية)